# Wasta
Wasta est une municipalité américaine située dans le comté de Pennington, dans l'État du Dakota du Sud.
Wasta provient de « wašté » qui signifie « bien » en sioux.

## Démographie
La municipalité comptait 65 habitants en 2020. La superficie est de 0,5 km carré. La densité y est de 1330 hab./km carré.
| 1940 | 1950 | 1960 | 1970 | 1980 | 1990 |
| ---- | ---- | ---- | ---- | ---- | ---- |
| 153  | 144  | 196  | 127  | 99   | 82   |

| 2000 | 2010 | - | - | - | - |
| ---- | ---- | - | - | - | - |
| 75   | 80   | - | - | - | - |

Selon le recensement de 2010, Wasta compte 80 habitants. La municipalité s'étend sur 0,19 milles carrés (0,49 km2).